# Presa de Al-Wehda
La Presa de Al- Wehda (en árabe: سد الوحدة; que quiere decir «Presa de la Unidad») , antes conocida como presa Maqarin, es una presa de hormigón de 110 m ( 360 pies) sobre el río Yarmouk, en la frontera entre Siria y Jordania.

## Características
Esta presa puede contener hasta 115 millones de m³ de agua y está diseñada para proporcionar agua para el consumo humano y la agricultura. El agua del embalse se desvía a través de una presa de desvío en Addassiyah, aguas abajo de la presa de Al- Wehda, al canal Rey Abdullah donde se mezcla con otras fuentes de agua dulce. Parte del agua del canal se bombea a la ciudad de Amán para ser utilizada como agua potable , después de ser tratada en la planta de tratamiento de aguas Zai. La descarga de los efluentes de las tierras agrícolas adyacentes ha causado el crecimiento de algas y la eutrofización sobre todo en primavera. La construcción fue financiada por el Fondo Árabe para el Desarrollo Económico y Social (80 %), el Fondo de Desarrollo de Abu Dabi (10 %) y el Gobierno de Jordania (10 %). En febrero de 2004, el rey Abdullah II de Jordania y el presidente sirio Bashar al-Assad iniciaron la construcción de la presa. La empresa turca Ozaltin construyó el 60% de la presa, mientras que el 40% restante corrió a cargo de la empresa Marwan Alkurdi y la Empresa Nacional de Carreteras y Puentes.
El reparto de las aguas del río Yarmuk entre ambos países se rige por un tratado de 1987 que creó un Comité Superior Jordano-Sirio de la Cuenca del Yarmuk. El acuerdo se renovó en 2001, cuando se modificó el diseño de la presa, reduciendo su capacidad de almacenamiento de 480 a 115 millones de metros cúbicos, y eliminando de los planes una central hidroeléctrica que se había previsto inicialmente.